# Jesuborn
Jesuborn ist ein Ortsteil der Stadt Ilmenau im Ilm-Kreis in Thüringen.

## Geografie
Jesuborn liegt etwa einen Kilometer nordöstlich von Gehren am Nordrand des Thüringer Waldes. Südlich des Ortes erhebt sich der Langer Berg. Nördlich erstreckt sich das Gehrener Feuchtgebiet. Nordöstlich des Ortes erhebt sich der Schulberg, der mit einer Höhe von 494 Metern der Hausberg von Jesuborn ist. Jesuborn liegt in etwa 460 Metern Höhe. Der Ort wird von der Wohlrose durchflossen.

## Geschichte
Die urkundliche Ersterwähnung des Ortes fällt ins Jahr 1368. Es heißt das dorf czu deme geseborn. Der Name ist zurückzuführen auf die indogermanische Wortwurzel jesen, das für „aufwallen“, „sprudeln“, „sieden“ steht. Der Name ist also nach dem sprudelnden Wasser der dortigen Quelle benannt. Jesuborn gehörte bereits 1924 kurzzeitig zur Stadt Gehren. Endgültig eingemeindet wurde das Dorf am 1. Juli 1950.
Jesuborn gehörte bis 1920 zum Amt Gehren in der Oberherrschaft des Fürstentums bzw. Freistaats Schwarzburg-Sondershausen. Danach gehörte der Ort zum Landkreis Arnstadt, ab 1952 zum Kreis Ilmenau und seit 1994 zum Ilm-Kreis.
Auf Grund der geografischen Lage des Ortes, die vor allem durch eine freie Lage in der Hauptwetterrichtung West und durch sich im Süden und Osten erhebende Berge charakterisiert ist, ist Jesuborn häufiger von Unwettern betroffen. So ging am Morgen des 27. April 2006 über Jesuborn ein schweres Unwetter nieder, das Regenmengen von über 80 l/m² binnen weniger Stunden mit sich brachte. Dabei wurden zahlreiche Häuser überflutet.
In der Nacht zum 19. Januar 2007 litt die Jesuborner Umgebung sehr unter den Einwirkungen des orkanartigen Sturmtiefs Kyrill. Viele Baumflächen des umliegenden Thüringer Waldes wurden dabei regelrecht zerstört.

## Sehenswürdigkeiten
Die evangelische Kirche des Ortes wurde 1819 erbaut und geht auf eine ältere Kirche zurück. Vom Vorgängerbau hat sich noch ein auf 1614 datierter Stein in der Fassade der Kirche erhalten. Die Kirche war einst vom Friedhof des Ortes umgeben, von dem noch der Grabstein eines Pächters des nahen, heute abgegangenen Guts Schönheide erhalten blieb.

## Kultur
Der traditionelle Jesuborner Trachtenverein sowie der Heimat- und Bürgerverein (HuBV) zählen zu den größten Vereinen in Jesuborn. Sie veranstalten jedes Jahr viele Geselligkeiten, wie zum Beispiel das St. Vitus-Feuer oder das traditionelle Linsenessen zu Silvester.

## Politik
Der ehrenamtliche Ortsteilbürgermeister von Jesuborn ist Dirk Heinze. Er wurde bei den Kommunalwahlen in Thüringen am 26. Mai 2024 erstmals ins Amt gewählt und löste den seit 2019 amtierenden Michael Hartung ab. Zusammen mit vier weiteren Mitgliedern bildet Heinze den Ortsteilrat von Jesuborn.

## Wirtschaft und Verkehr
Jesuborn besitzt keine eigene Industrie, es bestehen jedoch einige kleinere Dienstleistungsunternehmen. Die Einwohner pendeln zur Arbeit in die Orte der Umgebung.
Jesuborn liegt an der B 88, die Ilmenau mit Rudolstadt verbindet. Durch den Ort führt der Radfernweg Waldrandroute.